# Гней Октавий (консул 165 года до н. э.)
Гней Октавий (лат. Gnaeus Octavius; умер в 162 году до н. э., Лаодикея, Сирия, царство Селевкидов) — римский военачальник и политический деятель из плебейского рода Октавиев, консул 165 года до н. э. Командовал флотом в Третьей Македонской войне. Погиб во время дипломатической миссии на Востоке.

## Биография
Гней Октавий принадлежал к плебейскому роду, возвышение которого началось в 230 году до н. э., когда Гней Октавий Руф стал квестором. От младшего из сыновей Руфа пошла всадническая ветвь Октавиев, к которой принадлежал Октавиан Август. Старший сын, тоже Гней Октавий (без когномена), в своей карьере достиг претуры (205 год до н. э.). Согласно Капитолийским фастам отец и дед Гнея Октавия-консула носили тот же преномен; большинство историков предполагает, что отцом был Гней Октавий-претор. Существует и альтернативная версия — о том, что консул приходился претору не сыном, а братом.
В 172 году до н. э. Гней Октавий занимал должность курульного эдила. В 169 году до н. э., во время Третьей Македонской войны, Гней Октавий отправился вместе с консуляром Гаем Попиллием Ленатом в Грецию с сенатским постановлением, освобождавшим греческие полисы от произвольных поборов со стороны римских должностных лиц. Целью этой миссии было склонить колеблющиеся общины на сторону Рима. В том же году Гней Октавий был принят в состав жреческой коллегии квиндецемвиров на место умершего Марка Клавдия Марцелла.
В 168 году до н. э. Гней Октавий получил претуру и командование флотом и отправился на Балканы, где шла решающая кампания Македонской войны. Там он после окончательной победы римской армии в битве при Пидне взял город Мелибея, а затем принудил к капитуляции царя Персея, укрывшегося на Самофракии. Когда Луций Эмилий Павел объявил в Амфиполе о послевоенном устройстве Македонии (раздел на четыре республики, запрет заготовки леса, половинное податное обложение в пользу Рима и т. д.), именно Гней Октавий повторил его речь по-гречески. По возвращении в Рим Октавий оказался одним из трёх военачальников, удостоенных триумфа за победу в войне.
В память о своей победе Гней Октавий построил Porticus Octavia — первое в Риме здание с колоннами в коринфском стиле. В 165 году до н. э. он стал консулом вместе с Титом Манлием Торкватом. Согласно Цицерону, победить на выборах Октавию помогло строительство на Палатине превосходного особняка, «который, когда все видели его, казалось, подавал голос за избрание в консулы своего владельца»
В 163 году до н. э. Октавий в составе посольства отправился на Восток. Он и его спутники Луций Аврелий Орест и Спурий Лукреций изучили положение дел в Македонии, урегулировали распрю между каппадокийским царём и галатами, а затем отправились в Сирию; там они должны были во исполнение Апамейского мира 188 года до н. э. сжечь флот Cелевкида Антиоха Евпатора, искалечить его слонов и в остальном максимально ослабить царскую армию. Деятельность послов вызвала возмущение местного населения, и в результате Гней Октавий был убит в городе Лаодикея неким Лептином во время умащения в гимнасии.
Убийцу отправили в Рим для наказания. Гней же был похоронен в Лаодикее со всем почестями. Позже на римском Форуме появилась его статуя.

## Потомки
Сыном Гнея Октавия был консул 128 года до н. э. того же имени.